# エレオノーレ・ユリアーネ・フォン・ブランデンブルク＝アンスバッハ
エレオノーレ・ユリアーネ・フォン・ブランデンブルク＝アンスバッハ（Eleonore Juliane von Brandenburg-Ansbach, 1663年10月23日 - 1724年3月4日）は、ドイツのブランデンブルク＝アンスバッハ辺境伯家の侯女で、ヴュルテンベルク＝ヴィンネンタール公フリードリヒ・カールの妻。

## 生涯
ブランデンブルク＝アンスバッハ辺境伯アルブレヒトとその2番目の妻でエッティンゲン＝エッティンゲン伯ヨアヒム・エルンストの娘であるゾフィー・マルガレーテ（1634年 - 1664年）の間の第5子、三女として生まれた。父にとっては6番目の娘である。
1682年10月31日にアンスバッハにおいて、当時はヴュルテンベルク公領の摂政を務めていたフリードリヒ・カールと結婚した。夫は同年、結婚記念の貨幣を発行させている。
1698年に夫と死別し、1710年に娘のクリスティアーネ・シャルロッテが甥の辺境伯ヴィルヘルム・フリードリヒに嫁いだ際、娘と一緒に故郷に戻った。親交のあった福音派の神学者アウグスト・ヘルマン・フランケを支援したほか、自ら教会音楽の作曲も手がけた。死後、シュトゥットガルト参事会教会（Stiftskirche (Stuttgart)）に埋葬された。

## 子女
夫との間に5男2女の7人の子女をもうけた。
- カール・アレクサンダー（1684年 - 1737年） - ヴュルテンベルク公
- ドロテア・シャルロッテ（1685年 - 1687年）
- フリードリヒ・カール（1686年 - 1693年）
- ハインリヒ・フリードリヒ（1687年 - 1734年）
- マクシミリアン・エマヌエル（1689年 - 1709年）
- フリードリヒ・ルートヴィヒ（1690年 - 1734年）
- クリスティアーネ・シャルロッテ（1694年 - 1729年） - 1709年、ブランデンブルク＝アンスバッハ辺境伯ヴィルヘルム・フリードリヒと結婚